# Mario Huemer
Mario Huemer (* 1970 in Wels, Österreich) ist ein österreichischer Mechatroniker und Hochschullehrer. Er ist Professor für Signalverarbeitung an der  Johannes Kepler Universität (JKU) Linz und leitet das Institut für Signalverarbeitung (Institute of Signal Processing – ISP).

## Werdegang
Mario Huemer wurde 1970 in Wels, Österreich, geboren. Nach dem Abschluss der HTL (Höhere Technische Lehranstalt) Leonding, Fachrichtung Elektronik und Nachrichtentechnik, studierte er Mechatronik an der Johannes Kepler Universität Linz (JKU). Im Jahr 1996 schloss er das Diplomstudium ab, im Jahr 1999 promovierte er an der JKU zum Doktor der Technischen Wissenschaften.
Von 1997 bis 2000 war Mario Huemer Universitätsassistent am Institut für Nachrichtentechnik und Informationstechnik der JKU. In den Jahren 2000–2002 war er in der Firma DICE (Danube Integrated Circuits Engineering), einer Linzer Tochter von Infineon Technologies, beschäftigt, wo er die F&E-Gruppe „Wireless Products - Concept Engineering“ leitete. Von 2002 bis 2004 war Huemer Lehrbeauftragter an der  Fachhochschule Hagenberg und von 2004 bis 2007 Associate Professor für Technische Elektronik an der Universität Erlangen-Nürnberg, Deutschland. Im März 2007 folgte er dem Ruf zum Universitätsprofessor an der Alpen-Adria-Universität Klagenfurt, wo er den Lehrstuhl für Eingebettete Systeme und Signalverarbeitung aufbaute. Dort war er auch Dekan der Fakultät für Technische Wissenschaften (2012/13). Seit September 2013 ist Mario Huemer Universitätsprofessor für Signalverarbeitung und Leiter des Instituts für Signalverarbeitung (Institute of Signal Processing – ISP) an der JKU.

## Arbeits- und Forschungsschwerpunkte
Seine Forschungsschwerpunkte liegen in den Bereichen
- Statistische und adaptive Signalverarbeitung
- Architekturen der digitalen Signalverarbeitung
- Gemischt analoge und digitale Signalverarbeitungssysteme mit Anwendungen in der Informationstechnik, Nachrichtenübertragung und Sensorsignalverarbeitung sowie in integrierten Schaltungen wie beispielsweise RFICs (Radio Frequency Integrated Circuits), Basisbandchips für den Mobilfunk und integrierten Leistungs- und Batteriemanagement-Lösungen für mobile Anwendungen.

## Preise und Nominierungen
- Nominierung für den Houskapreis 2013: Das Projekt Efficient cancellation of intermodulation noise in mobile communication transceiver chips wurde unter die besten 10 aus 39 eingereichten Projekten nominiert
- Kardinal-Innitzer-Förderungspreis 2010 im Bereich Naturwissenschaften und Technik
- EEEfCOM-Innovationspreis 2010 zusammen mit Christian Hofbauer, Alexander Onic (Universität Klagenfurt) und Prof. Dr. Johannes B. Huber (Universität Erlangen-Nürnberg) für die gemeinsame Entwicklung des neuen digitalen Informationsübertragungsverfahrens „Unique Word OFDM“
- 2. Platz EEEfCOM-Innovationspreis 2004, Kategorie Firmen (EEEfCOM: Electrical and Electronic Engineering for Communication), Kooperationsprojekt Airbox (Frequentis GmbH Wien & Fachhochschule Hagenberg)
- GIT – Förderpreis 2000 für die Dissertation mit dem Titel „Frequenzbereichsentzerrung für hochratige Einträger-Übertragungssysteme in Umgebungen mit ausgeprägter Mehrwegeausbreitung“; (GIT: Gesellschaft für Informationstechnik – Fachbereich des ÖVE: Österreichischer Verband für Elektrotechnik)
- ITG – Förderpreis 2000 für die Dissertation mit dem Titel „Frequenzbereichsentzerrung für hochratige Einträger-Übertragungssysteme in Umgebungen mit ausgeprägter Mehrwegeausbreitung“; (ITG: Informationstechnische Gesellschaft – Fachbereich des deutschen VDE: Verband der Elektrotechnik, Elektronik und Informationstechnik)